# Цикломатичне число
Цикломати́чне число́ або ко́нтурний ранг — ізоморфна характеристика графів. Для графу L, цикломатичне число λ(L) дорівнює:
{\displaystyle \lambda (L)=m(L)-n(L)+\varkappa (L)},
де
- m(L) — кількість ребер,
- n(L) — кількість його вершин,
- {\displaystyle \varkappa (L)} — кількість компонент.

Основні властивості цикломатичного числа:
- λ(L) ≥ 0;
- λ(L) = 0 тоді і тільки тоді, коли граф не містить циклів;
- при λ(L) > 0 на L можна видалити λ(L) ребер таким чином, щоб суграф, який залишиться не мав циклів і мав попередню кількість компонент; будь-який суграф, отриманий із L видаленням меншої кількості ребер, містить цикли.

Будь-який суграф T, який задовольняє умови
- {\displaystyle \varkappa (T)=\varkappa (L)},
- m(T) = m(L) − λ(L),
- λ(T) = 0,

називається каркасом графу L, а видалені ребра хордами L (відносно T). Кожна компонента каркаса є деревом, яке містить всі вершини відповідної компоненти графу L.